# Цементація заліза

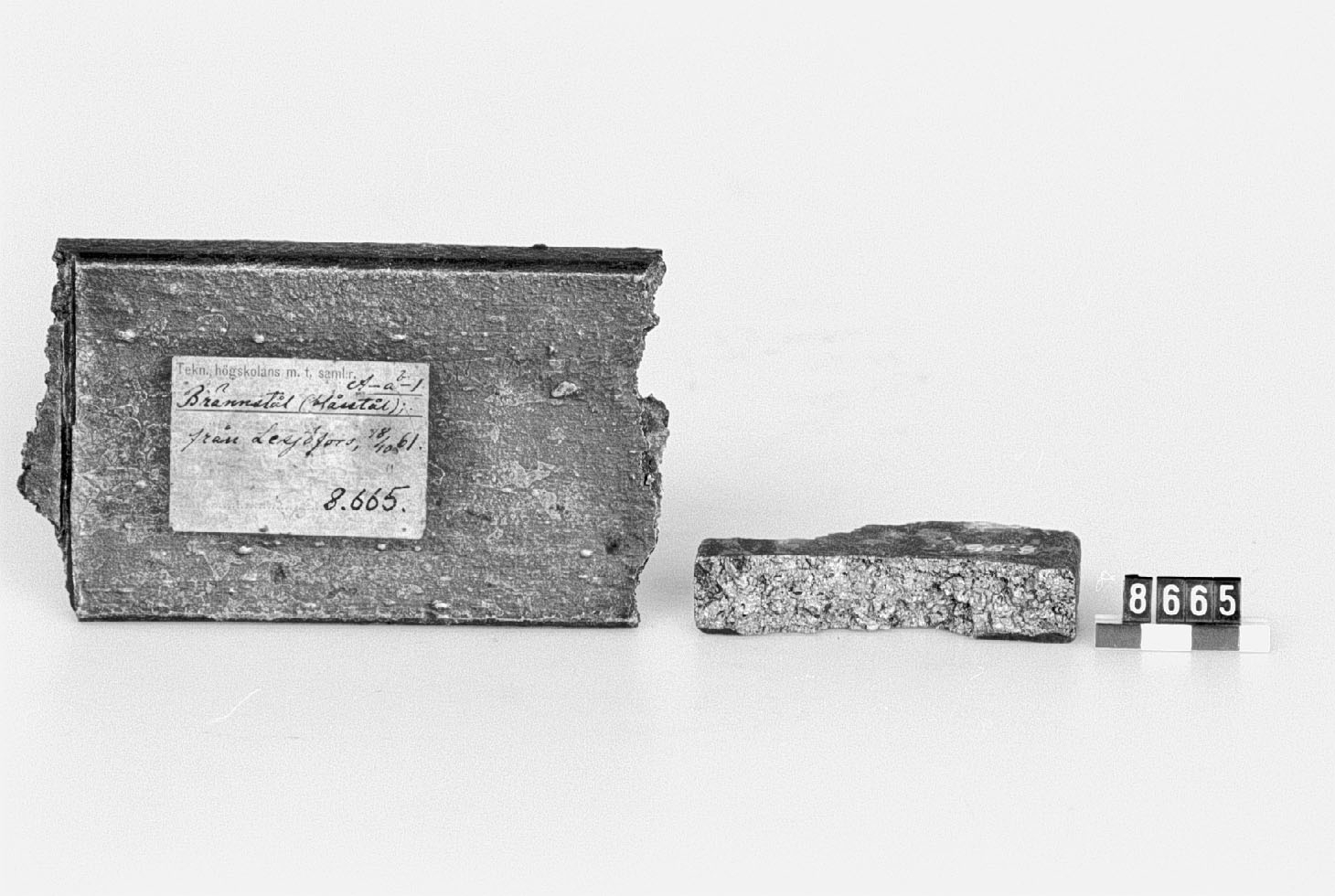
Брусок цементової сталі — продукт цементації заліза. На поверхні сталі видно характерні для неї пухирці. Експонат Музею техніки, Швеція.

Цемента́ція залі́за — процес обробки зварного (ковкого) заліза, що полягає у насиченні його поверхні або всього його об'єму вуглецем і одержанні в такий спосіб відповідно шару сталі на поверхні залізного предмета або перетворенні заліза на сталь в усьому його об'ємі. Цементація заліза є найстародавнішим способом одержання сталі. Процес цементації заліза відомий з найдавніших часів, термін «цементація» виник у 19 ст. і пов'язаний з поняттям «цементит». На відміну від цементації сталі, яку близько нагадує цей процес, цементація заліза застосовувалася саме до зварного заліза, а не до сталі. Першочергова мета цементації заліза — надання твердості металу. Твердості власне цементацією надано бути не може, її надає подальше гартування. Цементація робить залізо здатним до прийняття гартування. Цементація дозволяла підвищити вміст вуглецю у зварному залізі до 0,3 % і, навіть, до 1,6 % (у вихідному залізі його було зазвичай 0,02—0,08 %, інколи більше). У наш час процес цементації заліза застарів, оскільки зварне залізо тепер (з 2-ї половини 20 століття) не виробляється. Одержана в такий спосіб сталь називалася цементо́вою сталлю або кри́цею. Цементова сталь має на своїй поверхні характерні пухирці, бульбочки.
Цементації піддавали готові вироби або залізні заготовки (у вигляді штаб, брусків, прутків). З 18 ст. цементацію заліза використовували також для перетворення залізних заготовок на сталь з подальшою переплавкою цих заготовок і одержанням чистої сталі (заготовки містили включення шлаку, кінцевий продукт — чиста сталь).
Процес цементації заліза з метою одержання сталі в окремих країнах у промислових масштабах зберігався ще на початку 20-го століття, коли вже існували й були поширені набагато продуктивніші процеси масового виробництва сталі. У Швеції у 1899 році було вироблено 974 т цементової сталі.

## Історія

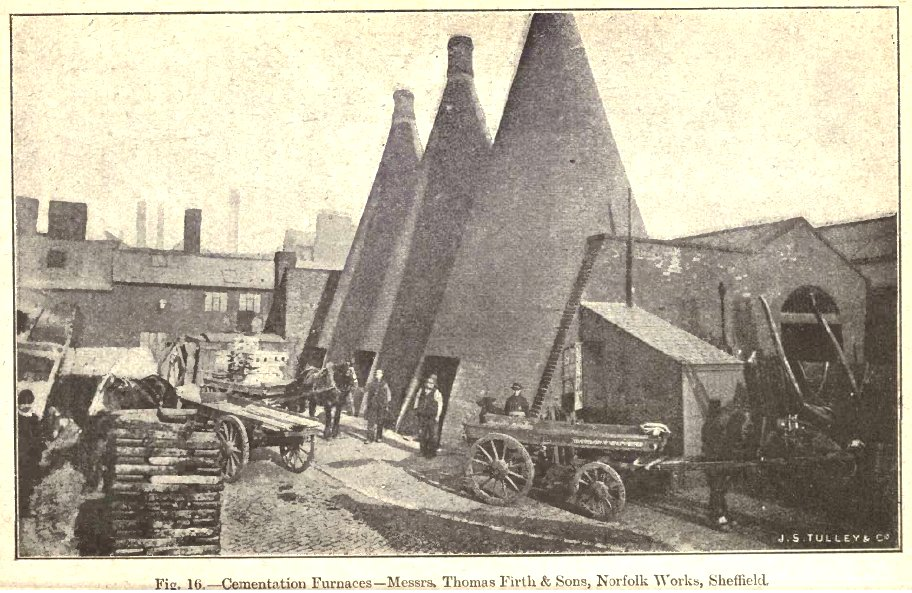
Цементувальні печі заводу Норфолк у Шефілді (Англія). 1917 рік.

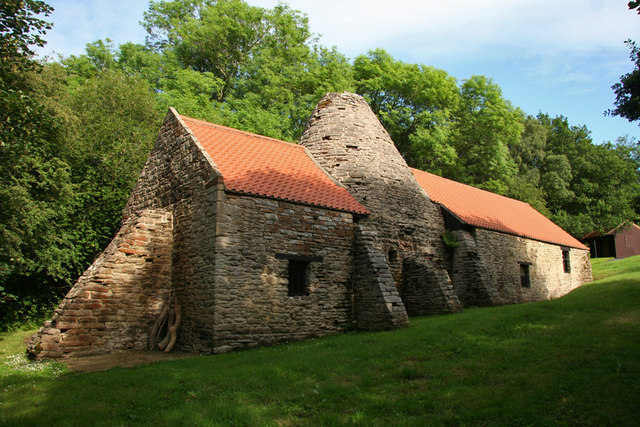
Цементувальна піч 1720 року будівництва. Село Роланндс Гіл, Англія. Вважається найстарішою цементувальною піччю з числа тих, що збереглися.

Зварне залізо, одержуване сиродутним способом або кричною переробкою (з 14 століття), часто було занадто м'яким металом для виготовлення деяких категорій виробів. При цьому ще стародавні металурги помітили, що метал стає твердішим після тривалого контакту з гарячим вугіллям. Цементацію у стародавні часи провадили у невеличких об'ємах (кілька кілограмів металу за 1 раз), пізніше, у 17—18 століттях, були розроблені методи продуктивнішого проведення процесу цементації заліза з одержанням до 10—20 т цементової сталі (криці) за 1 процес.
Цементація заліза була відома кельтам (I тисячоліття до н. е.), які одержували сталь головним чином навуглецюванням сиродутного заліза у полум'ї деревного вугілля. Одержану цементову сталь кельти використовували для виготовлення так званих «наварних» виробів, у яких на м'яку залізну основу методом пічного або ковальського зварювання наварювалося сталеве лезо. Так виготовляли мечі, зброю і інструменти.
На території України одержання сталі методом цементації залізних напівфабрикатів було відоме ще у зарубинецькій культурі (початок н. е.). У черняхівській культурі (3—5 ст. н. е.) цей процес був ще більш поширений і виконувався досконаліше. Як припускається, цементацію провадили нагріванням напівфабрикатів у тиглях у суміші з товченим деревним вугіллям. Була цементація відома й у Київській Русі. Цементація була трудомісткою і складною, тому сталь йшла тільки на окремі види виробів, де була потрібна якість, найчастіше шляхом її наварювання здебільшого лише на леза або інші робочі частини інструментів. Якщо у Київській Русі сталь використовували у 8—10 разів рідше, ніж залізо, то в додержавний період цей розрив був ще більший.
У літературі процес цементації описаний у трактаті, опублікованому в Празі в 1574 році. Процес винайшов Йоганн Нуссбаум з Магдебурга, який розпочав роботу в Нюрнберзі (з партнерами) у 1601 році. В Англії процес запатентували в 1614 році. На той час поняття «винахід» міг полягати лише у впровадженні нового способу виробництва (галузі) чи продукту або навіть простої монополії. Процес цементації заліза у 1722 році описав Рене Реомюр у своїй книзі «Мистецтво перетворення зварного заліза на сталь». Реомюр висунув теорію навуглецювання заліза, що дала перше наукове пояснення відмінностей у властивостях ковкого (зварного) заліза і сталі. У часи Реомюра вуглець ще не був ідентифікований як хімічний елемент і Реомюр його називав «сірчано-солевою матерією» або «горючою складовою деревного вугілля». Реомюр відзначав, що додаючи «сірчано-солеву матерію» у м'яке залізо, можна одержати сталь.
З 18 ст. цементову сталь виробляти як сировину для переплавки у тиглях і одержання високоякісної тигельної сталі, що на відміну від цементової сталі була чистішою від домішок — не мала включати шлаку. У Швеції протягом майже 2 століть — з 18 ст. до 1-ї половини 20 ст. — виготовляли цементову сталь для експорту в Англію (особливо у Шеффілд), де її переплавляли і одержували тигельну сталь. У 1899 році в Швеції в 6 печах, які тоді діяли, було вироблено 974 тонни цементової сталі.

## Процес цементації
У різні історичні епохи процес цементації провадився в різних нагрівальних агрегатах і в різних масштабах, відповідно до рівня розвитку техніки. Якщо в стародавні часи цементацію за 1 процес проводили лише у невеличких об'ємах (кілька кілограмів металу) і у невеличких горнах або на відкритому вогнищі, то у 18—19 століттях у разі потреби для цього процесу використовувалися великі цементувальні печі, в яких за 1 раз піддавали цементації 10—20 т металу. Однак сутність процесу від цього не мінялася. Використовували зазвичай деревно-вугільний порошок. Інколи — невелику кількість кухарської солі.
Процес цементації полягає у насичені заліза вуглецем. Залізо поглинає вуглець з вугілля і перетворюється на сталь. Цементація може бути поверхнева і наскрізна. Глибина цементації, тобто товщина шару заліза, що насичується вуглецем, залежить від тривалості перебування його у контакті з вугіллям й відтак її можна регулювати за бажанням. Цементація заліза (заготовки чи готового виробу) розповсюджується лише на певний шар, що примикає до його поверхні, не проникаючи далеко в глиб його. Процесом цементації залізним виробам надається здатність утворювати поверхневий гарт, тобто тверду зовнішню корку, що надає залізу властивості загартованої сталі. Не тільки немає потреби, але й небезпечно надавати залізній машинній частині занадто глибоку цементацію, а відтак, і занадто глибокий гарт, бо цим зменшується товщина в'язкого ядра цієї частини, а тому збільшується її крихкість. Якщо треба отримати метал, що відрізняється всуціль найбільшою твердістю, хоч би й на шкоду в'язкості, то цементацію продовжують довше, і у результаті виходить вже не остальоване тільки на поверхні залізо, а вся його маса перетворюється на справжню сталь. Матеріалом для виготовлення подібної сталі слугують залізні штиби товщиною 10—20 мм, завширшки 60—100 мм і завдовжки 3—4 м. Якщо нагрівання короткочасне, навуглецювання відбувається лише на поверхні заліза, але за тривалого нагрівання вуглець проникає поступово по всьому залізу.

### Хід процесу
Наприкінці 19 — початку 20 століть давалося таке пояснення процесу цементації заліза. Як тільки температура деревного вугілля, що оточує метал, піднімається достатньо високо, кисень повітря, змішаного з вугіллям, реагує з вуглецем вугілля з утворенням монооксиду вуглецю (CO). За червоного жару залізо достатньо проникне для цього газу, який дифундує у залізні вироби і при контакті з нагрітим залізом дісоціює на двоокис вуглецю і вуглець,
2CO → CO2 + C
вуглець з'єднується з залізом, а вуглекислий газ дифундує назовні, і там, контактуючи з вуглецем гарячого вугілля, знову перетворюється на монооксид вуглецю
CO2 + C → 2CO
що дифундує у залізо, і таким чином процес продовжується і у металі накопичується вуглець. Як тільки відкладається (накопичується) певна кількість вуглецю на певній глибині, вуглекислий газ, що утворився вже у глибших шарах металу і дифундує через це місце, має тенденцію з'єднуватися з вуглецем, і таким чином встановлюється рухома хімічна рівновага, вуглець більше не відкладається у цій точці, доки через часткове насичення заліза поза нею, кількість вуглекислого газу, що проходить, не зменшиться; потім відкладення вуглецю може знову тривати, і так далі.
Утворення пухирців на поверхні цементової сталі пояснюється таким чином. Зварне залізо ніколи не буває однорідним, воно містить розсіяні в ньому включення шлаку і оксидів заліза. Шлак являє собою силікати заліза — FeSiO3 (в іншому записі FeO•SiO2) і Fe2SiO4. Якщо молекула вуглецю буде відкладена біля частинки оксиду заліза, або силікату заліза, відбудеться відновлення заліза з утворенням газу CO.
Реакція з оксидом заліза Fe2O3 + 3C = 2Fe + 3CO.
Реакція з FeO, складовою силікату, FeO + C → CO + Fe.
оксид вуглецю, що виділяється, намагатиметься займати значно більше об'єму, ніж тверді тіла, з яких він утворився, і, отже, чинить дуже великий тиск. Якщо утворення газу відбулося в масі заліза газ залишається під тиском, поки він не зможе вийти шляхом дифузії, але якщо він знаходиться біля поверхні, тонка металева оболонка не може протистояти тиску, і утвориться пухир. Якщо залізо, що піддається цементації, було якісно виготовлено, так щоб включення оксидів і шлаку були дрібними і рівномірно були розподілені, пухирі будуть невеликими та розкиданими досить рівномірно по поверхні, якщо, навпаки, залізо не було добре виготовлено, пухирів буде менше, а їхній розмір більшим. Якщо для цементації використовувати метал, який не містить шлаку чи оксидів заліза, то пухирі не утворюються.

### Цементація поверхнева
Цементації піддавали готовий виріб, бо в цьому разі він добре протистоїть тисним і стиральним зусиллям і в той же час не має властивостей крихкості й ламкості, якими відзначаються вироби, що складаються з суціль загартованої сталі. Завдяки таким властивостям оцементованих залізних частин їх широко використовували у машинобудуванні, саме в ролі таких машинних частин, що мали витримувати сильне тертя на поверхні й водночас зазнавати ударів і струсів.
У 19 столітті для цементації невеликих виробів, їх (1 або кілька виробів відразу) поміщали у залізний ящик впереміш з вугіллям, герметично закривали, обмазували ящик вогнетривкою глиною і нагрівали на відкритому горні (наприклад, ковальському) або, що краще, не на відкритому вогні, а у особливій замкнутій жаровій печі.
Окрім того, можна обмежити цементуючий процес лише певними, бажаними частинами поверхні. У цьому разі, по-перше, можна не витрачати надаремно час і матеріал на здійснення цементації залізних частин, що можуть слугувати у природному їхньому виді, по-друге — не позбавляти надаремно машинну частину її в'язкості — властивості, що необхідна з погляду міцності. Для перешкоджання залізу цементуватися у тих частинах поверхні, що не потребують твердості, варто лише ізолювати ці частини поверхні предмету, що цементується, від контакту з вугіллям і послабити їхнє нагрівання. Те і інше досягається обмазуванням товстим шаром глини. Для рівномірності ходу процесу віддають перевагу використанню ящиків не дуже великих (у великих жар не досягає центральних шарів засипу, якщо його дуже посилити — пережарюються шари, що прилягають до стінок). Ящики закатують у піч (на роликах) у холодну або у вже розігріту піч, зачиняють дверцята і дають великий жар. Якщо піч була холодною, вся операція триває 24 години, якщо розігріта, то — 12—15 годин. Дістають з ящиків оцементовані вироби що розжарені до червоного кольору, кидають у казан з холодною водою, де вони гартуються. При цементації великих предметів операцію доводиться іноді проводити протягом 48 годин і більше.

### Цементація наскрізна

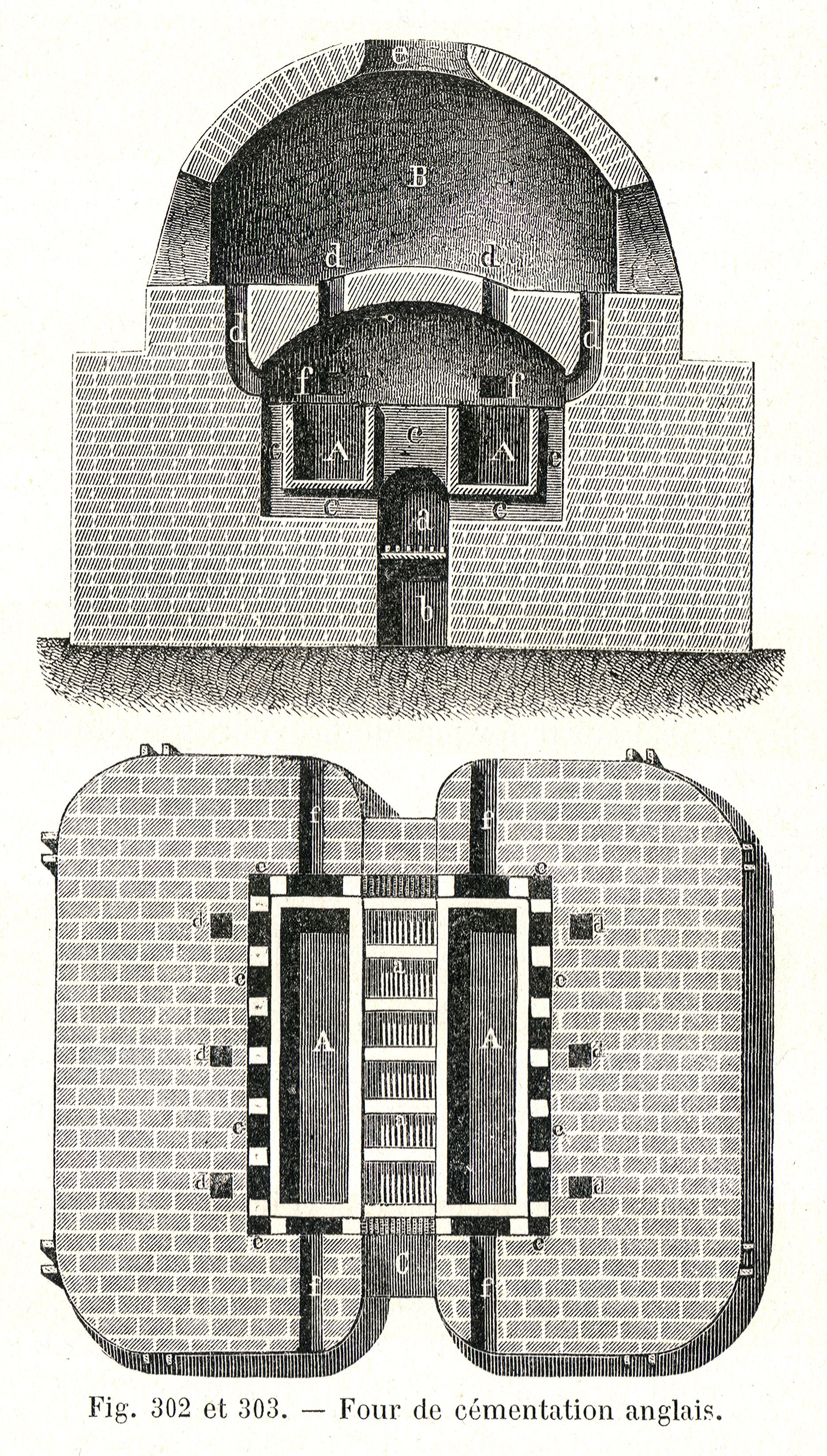
Будова внутрішньої склепіневої камери англійської цементувальної печі, в якій, власне, відбувається процес цементації. Вертикальний (вгорі) і горизонтальний перетин.

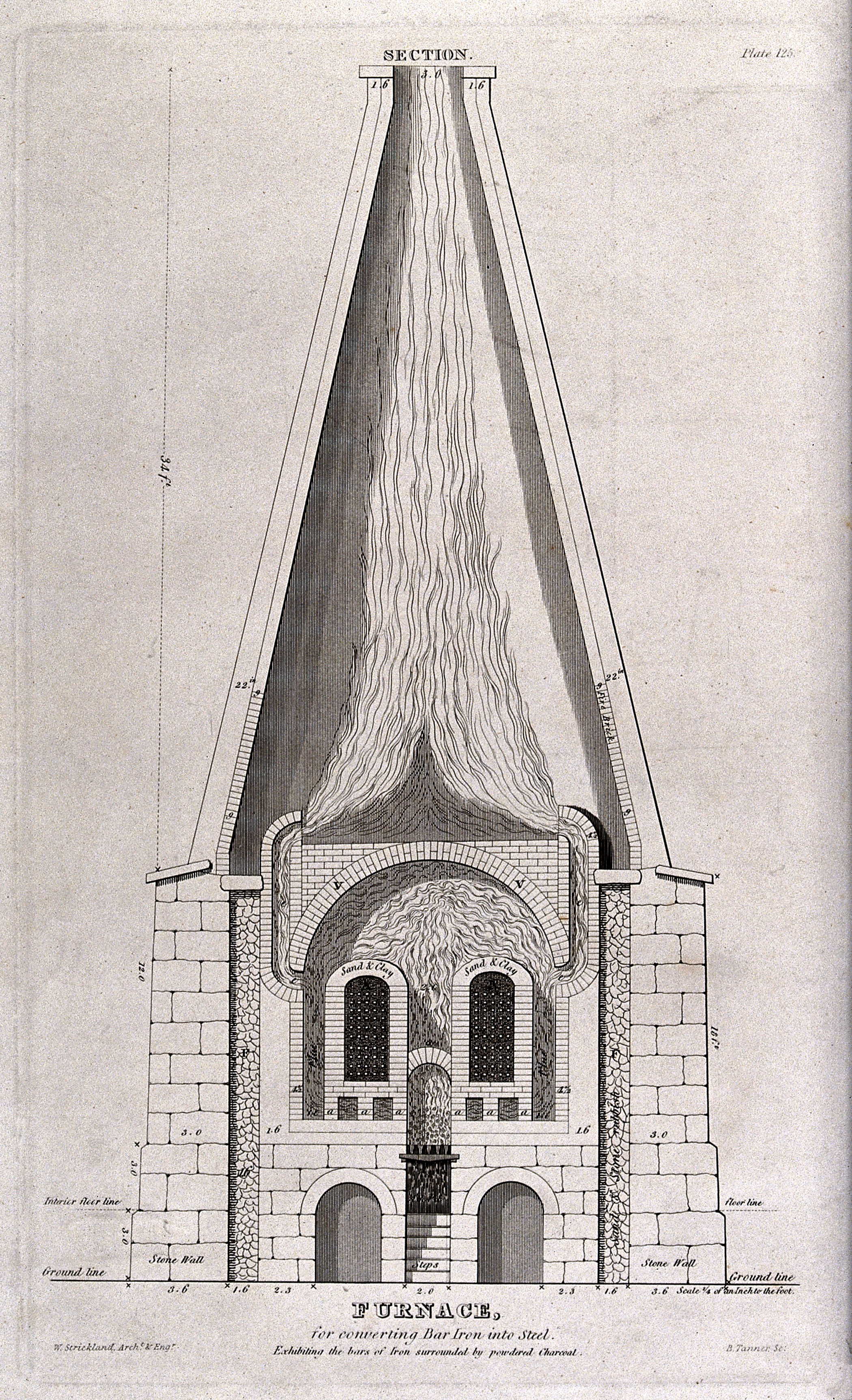
Цементувальна піч під час роботи. Вертикальний перетин.

Матеріалом для виготовлення осталеного не тільки з поверхні, а в усій масі заліза, тобто цементової сталі, використовувалися залізні штаби товщиною 10—20 мм, завширшки 60—100 мм і довжиною 2,5—4,5 м. Процес цементації провадився у великій полум'яній цементувальній печі. від поверхні заліза до його центру.
Залізо у формі штаб поміщали у деревно-вугільний порошок у закритій ємкості — ящику (кориті) — з вогнетривкого каменю і нагрівали до білого жару. За тривалого нагрівання вуглець проникає поступово по всьому залізу. В печі 2 ящики (корита), кожний з яких вміщає до 10 т заліза. Інколи було до 3—4 ящиків. Ящики робилися 8—15 футів (2,5—4,5 м) в довжину і 2,5—3 фути (0,76—0,91 м) завширшки й 3 фути (0,9 м) заввишки. У ящики першим клали шар деревного вугілля грубого помолу, на його поверхню — перший шар штаб зварного заліза так, щоб між ними був простір 1/2—3/4 дюйма (1,27—1,9 см), поверх цього шару заліза насипався шар деревного вугілля товщиною 1 дюйм (близько 2,5 см), на нього клався 2-й шар заліза. Цей процес повторювався поки ящики не наповнювалися до рівня, коли до країв залишалося 5—6 дюймів (10—12 см). Порошок готували з подрібненого деревного вугілля з берези, його змочували невеликою кількістю підсоленої води. На верхній шар заліза насипалася зволожена суміш старого порошку від вугілля і вугілля зі сміттям та вогнетривкою глиною до самого верху. Це робилося для того, щоб ускладнити можливе займання вугілля при нагріванні. Процес провадиться без доступу кисню у ящики, вони мають бути герметичними.
Конструкція печі забезпечувала рівномірне нагрівання ящиків. У паливні запалювалося вугілля, полум'я охоплювало корита знизу через полуменеві прогони і з боків й, в такий спосіб, гарячі продукти горіння нагрівали ящики. Стінки печі мають отвори для проходу робітників для розкладування штаб. Під час роботи ці отвори щільно закриваються. Спочатку підтримується слабкий вогонь, який поступово посилюється, поки внутрішня поверхня стінок печі не розжариться до білого жару (це досягається приблизно на 7 добу). Розігріті ящики витримували у цьому жару від 6 до 10 днів або поки вуглець не проникне достатньо глибоко у метал. Ящики нагрівались до температури 950—1000 °C і витримувалися за цієї температури поки вуглець з деревного вугілля не проникне до середини бруска або поки не буде абсорбована потрібна кількість вуглецю. Час цементації залежить від властивостей самого заліза і єдиного часу для проведення процесу немає. Тому у ящики через спеціальні отвори перед початком цементації клали пробні штаби з того самого заліза, що цементувалося. Перш ніж припинити процес, через бічний отвір виймається 1 з штаб, гартується і ламається, і по ній візуально визначається чи достатньо далеко пройшла карбонізація — по пухирцях на поверхні і по зламу. Товщина білого шару біля поверхні зламу показує на яку глибину проник гарт. Якщо достатньо, то припиняють нагрівати піч і дають їй остигнути самій по собі. Штаби відбраковуються і сортуються на кілька класів. Весь процес, включаючи завантаження, нагрівання і остигання, займає зазвичай до 1 місяця.
Кількість вуглецю, який поглинає залізо, залежить від температури. Чим вона вище, тим більше зв'язаним з вуглецем стає залізо, тоді як час нагрівання, навпаки, в основному сприяє лише рівномірному розподілу вуглецю.
Для виробництва цементової сталі відбирали зварне залізо якомога кращої якості. Одержані сталеві штаби надалі використовувалися 2 шляхами — або для виготовлення певних предметів куванням, або як напівпродукт для подальшої переплавки у тиглях і одержання тигельної сталі. Переплавка дозволяла позбутися шлаку, який залишався у штабі цементової сталі — при розплавленні у тиглі сталь і шлак розділялися.

## Цементова сталь
При цементації заліза з штабами металу відбуваються певні перетворення, які легко помічаються при вийманні їх з печі. Маса штаб збільшується приблизно на 1 %, а їхня поверхня, яка до проведення цементації була гладенькою, покривається пухирцями (бульбочками) розміром від горошини до 1 дюйма (2,54 см) у діаметрі. Нормальним є якщо пухирці мають малий розмір і рівномірно розподілені по поверхні.
За правильного нагрівання метал наскрізь перетворюється на сталь, при недостатньо завершеному процесі на зламі штаби видно центральну частину зі зварного заліза, що не зазнала змін, оточену по краях сталлю. Якщо штаби мають на поверхні ознаки оплавлень, то температура процесу була занадто високою. Якщо повітря отримало доступ до штаб під час цементації, то їхня поверхня буде грубою, штаби ламаються з трудом через кірку з ковкого заліза, що утворилася.
Середній вміст вуглецю у різних сортах цементової сталі варіювався у виробників, але зазвичай він становив від 0,5 % до 1,5 %. Двічі цементовані штаби могли містити до 2 % вуглецю, але більше неможливо було збільшити кількість вуглецю, поглиненого при цементації, навіть після кількох процесів.
Цементова сталь ніколи не буває однорідною, вона завжди містить в собі включення шлаку, який був у вихідному матеріалі — зварному залізі.